# Михајлије
Михајлије су насељено место у општини Брестовац, у западној Славонији, Република Хрватска.

## Историја
До нове територијалне организације налазило се у саставу бивше велике општине Славонска Пожега.

## Становништво
На попису становништва 2011. године, насеље није имало становника.
| Националност       | 1991. | 1981. | 1971. | 1961. |
| Срби               |       |       | 3     | 7     |
| Југословени        |       |       |       | 6     |
| остали и непознато |       |       |       |       |
| Укупно             | 0     | 0     | 3     | 13    |

| Демографија | Демографија | Демографија |
| Година      | Становника  | Становника  |
| ----------- | ----------- | ----------- |
| 1961.       | 13          |             |
| 1971.       | 3           |             |
| 1981.       | 0           |             |
| 1991.       | 0           |             |
| 2001.       | 0           |             |
| 2011.       |             | 0           |